# 松永信智
松永 信智（まつなが のぶとも）は日本の制御工学者。熊本大学教授。
研究分野は機械力学やものづくり技術などである。

## 経歴
熊本県立玉名高等学校を経て熊本大学工学部を卒業した。熊本大学大学院工学研究科を修了後の1993年にオムロンに入社した。オムロンではメカトロニクス制御機器やプロセス制御機器の開発などに従事した。
その後、2003年から母校である熊本大学の助教授となった。2012年には教授に昇格した。